# Straßenbahn Montpellier
Die Straßenbahn Montpellier (frz. Tramway de Montpellier) ist das Straßenbahnsystem der französischen Stadt Montpellier. Vier Linien sind bereits in Betrieb, eine fünfte, sechste und siebte sind geplant. Betrieben wird sie von den Transports de l’agglomération de Montpellier (TaM). Die moderne Straßenbahn ist Nachfolger der 1949 stillgelegten alten Straßenbahn.

## Das alte Straßenbahnnetz

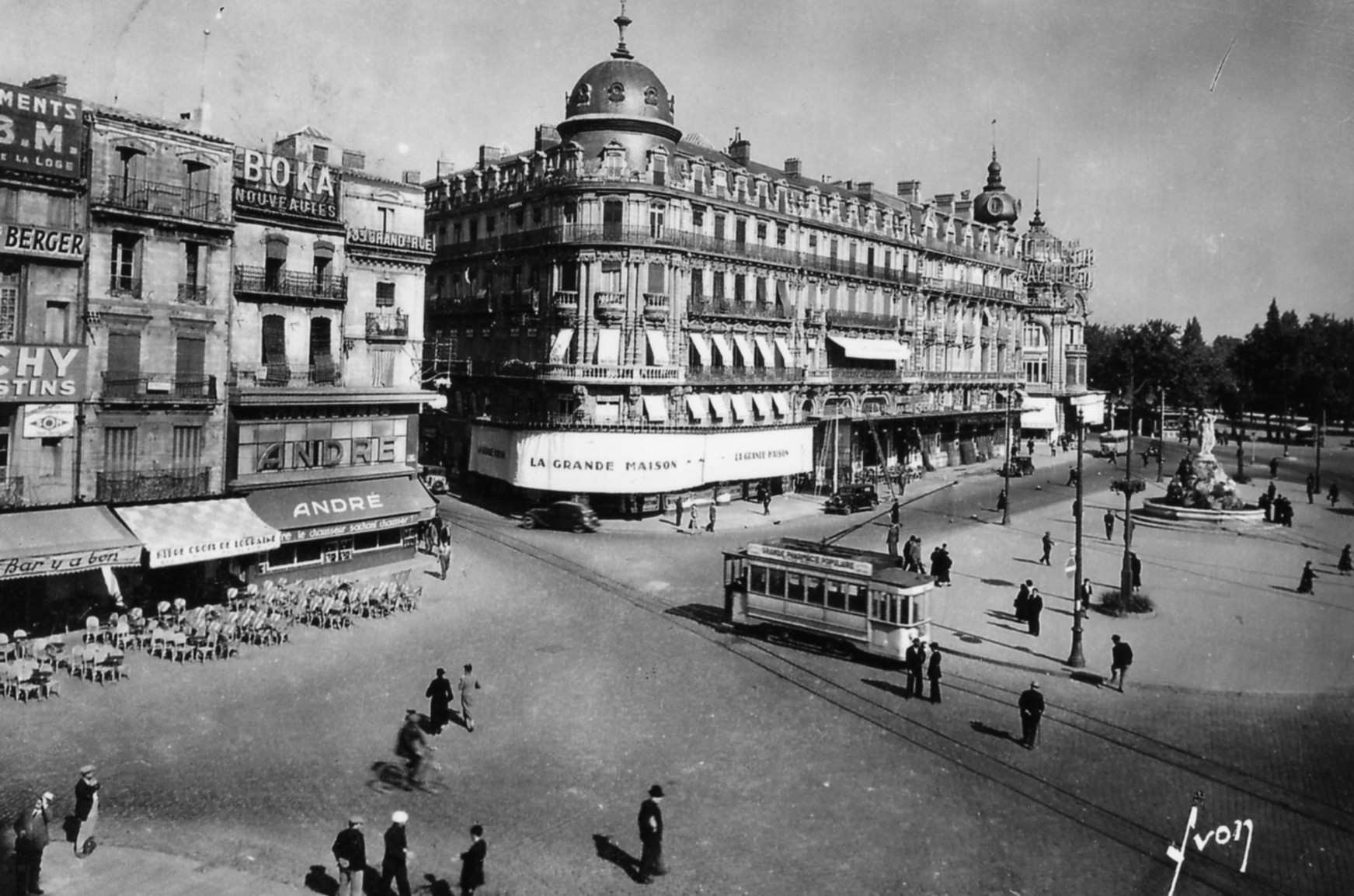
Meterspuriger Triebwagen auf der Place de la Comédie, um 1947

Vom 18. Juli 1880 an bis zum Jahr 1883 baute die Compagnie Générale des Omnibus de Marseille ein Netz von Pferdebahnlinien in Montpellier. Damals hatte die Stadt etwa 55 000 Einwohner. Die 39 Pferde mit 20 Wagen bedienten sechs Linien. Sie verkehrten je nach Strecke im 30-Minuten-Takt oder im Stundentakt. Dieses Nahverkehrsnetz wurde wegen der schlechten Wartung der Gleise und der schlechten Pflege der Pferde wieder aufgegeben.
Später wurde ein elektrisches Straßenbahnnetz geschaffen. Die ersten meterspurigen Straßenbahnlinien nahmen im November 1897 ihren Betrieb auf, weitere folgten zu Beginn des Jahres 1898. Sie erschlossen das Gebiet von Montpellier und der Nachbargemeinde Castelnau-le-Lez im 7,5- bis 15-Minuten-Takt. Der Place de la Comédie war der Hauptknotenpunkt von fünf Straßenbahnlinien. Weitere Umsteigepunkte waren der Bahnhof und der Platz vor der Kirche Saint-Denis. Die Netzlänge betrug 12 Kilometer.
Aufgrund der aufkommenden Konkurrenz durch das Automobil und insbesondere wegen der Schaffung eines Omnibusnetzes wurde die Straßenbahn Montpellier am 31. Januar 1949 stillgelegt.

## Die Geschichte der neuen Straßenbahn und der Linien 1 und 2
Während der 1990er Jahre schlug die Stadtverwaltung unter dem Bürgermeister Georges Frêche den Wiederaufbau eines Straßenbahnnetzes mit drei Linien vor. Diskutiert wurde damals die Wahl des Rollmaterials und die Streckenführung der ersten Linie. Eines der Hauptmitglieder der konservativen Opposition im Gemeinderat von Montpellier, Bruno Barthez, kämpfte für das Projekt einer sogenannten Tramway sur pneumatiques genannt, nach dem Beispiel des TVR Caen. Das Hauptargument dafür waren die niedrigeren Baukosten der Trasse im Vergleich zu einer klassischen Straßenbahn auf Schienen.

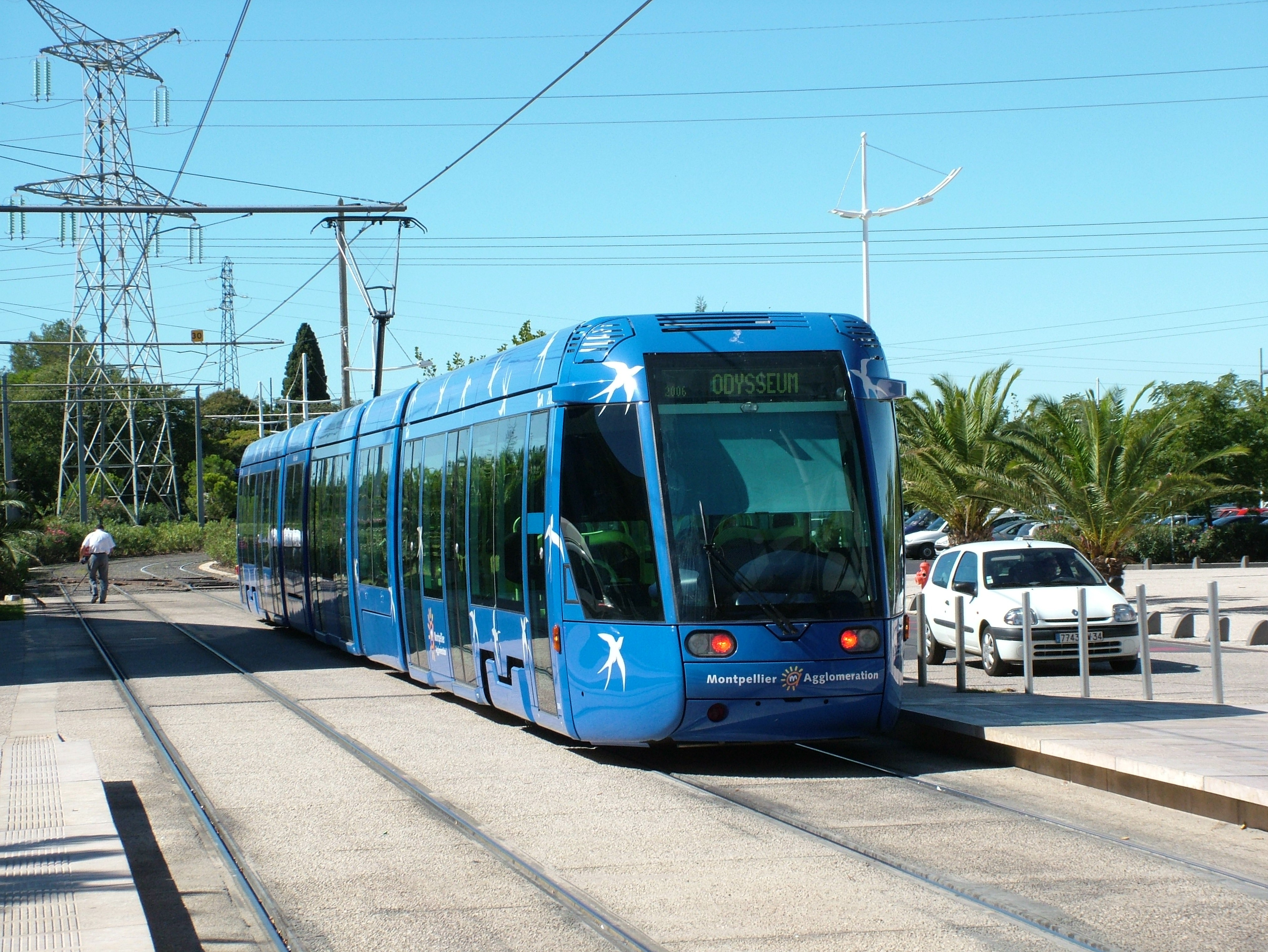
Ein Zug der Linie 1 verlässt die Endhaltestelle Odysseum

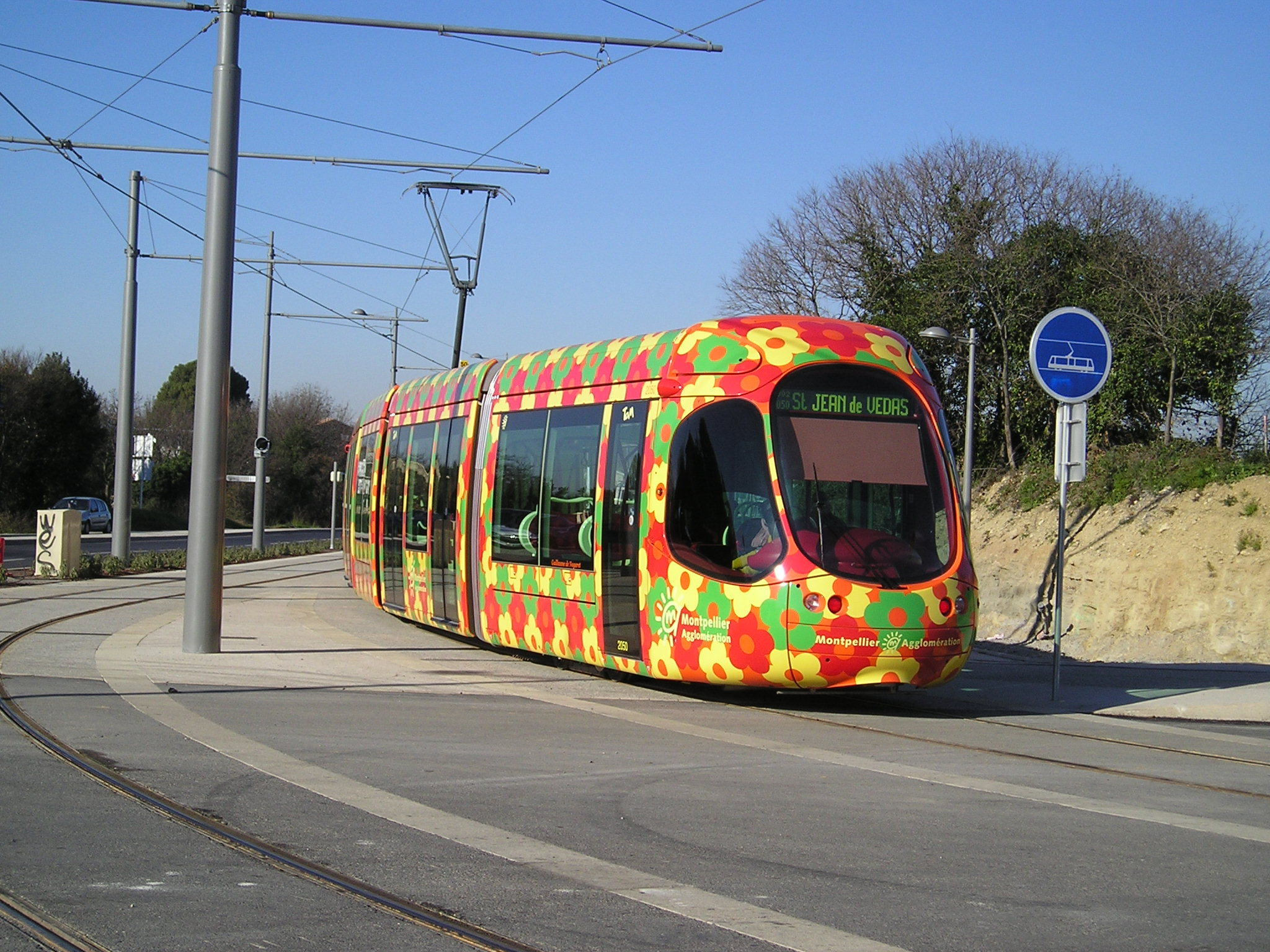
Zug der Linie 2 an der Haltestelle Saint-Jean-le-Sec

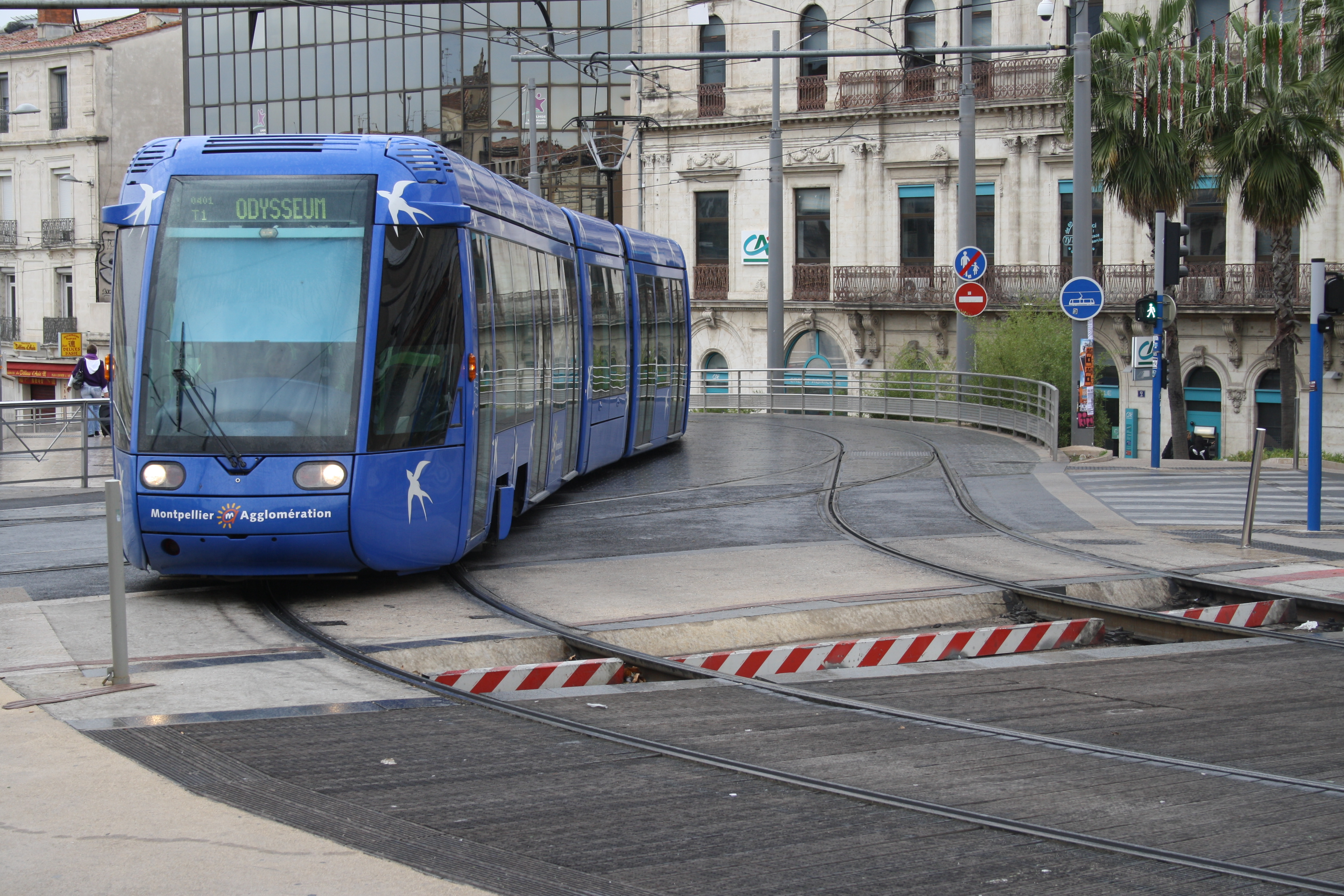
Einfahrt auf die Überbauung der Bahntrasse nördlich des Bahnhofs Saint-Roch

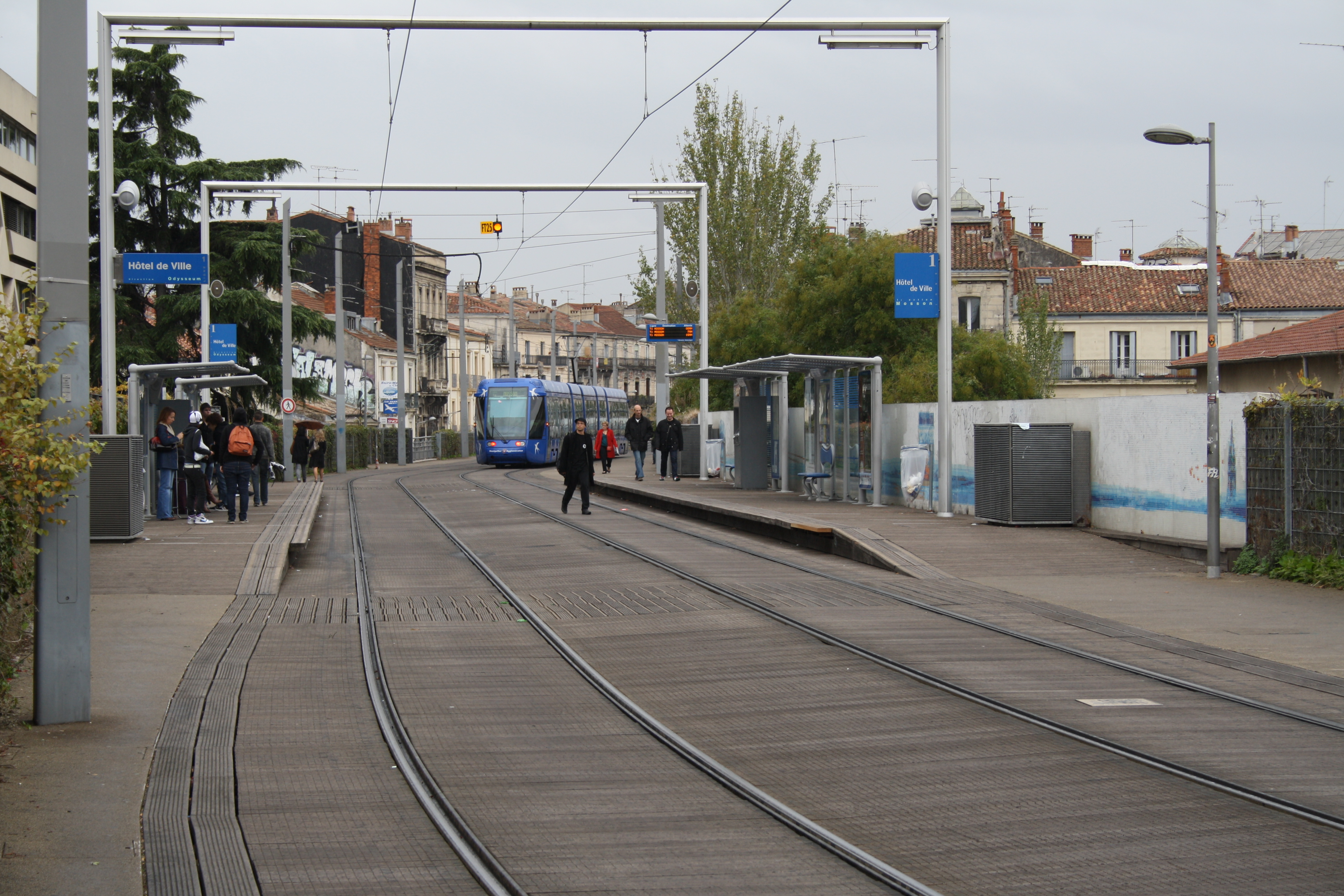
Längs über den Eisenbahngleisen befindliche Haltestelle Hôtel de Ville (jetzt Du Guesclin)

Die erste Linie sollte Paillade (im Westen) mit dem neuen Einkaufs- und Freizeitzentrum Odysseum (im Osten) verbinden, wobei sie wichtige Viertel der Stadt bedient: Euromédecine, das Krankenhaus Lapeyronnie, die Universität, die Altstadt (l'Écusson), den Bahnhof und den Busbahnhof sowie Antigone, mit dem olympischen Schwimmbad und der zentralen Mediathek. Konflikte gab es bezüglich der Altstadtquerung: Die Einzelhändler widersetzten sich einer Trasse auf dem Boulevard du Jeu-de-Paume, einer stark frequentierten Hauptverkehrsstraße, und waren auch mit der Führung durch die Fußgängerbereiche Rue Foch und Rue de la Loge nicht einverstanden. Schließlich wurde eine Trassenführung über die Allée de la Citadelle und den Place de la Comédie vorgeschlagen und angenommen – trotz des Widerstandes der Wirte, deren Terrassen durch die Gleise beschnitten wurden. Nördlich des Hauptbahnhofs Saint-Roch wurde die Eisenbahnstrecke in Richtung Paris auf einer Länge von etwa 250 Metern eingehaust, die Straßenbahn verkehrt hier über den Eisenbahngleisen. In diesem aufgeständerten Bereich befindet sich die Station Du Guesclin (vormals Hôtel de Ville).
Im Juli 2000 wurde die erste Linie eröffnet. Wie bei den meisten neuen Straßenbahnbetrieben in Frankreich wurden die Fahrgastprognosen weit übertroffen. Mittlerweile befördert die Linie 1 der normalspurigen Straßenbahn im Schnitt 130 000 Fahrgäste pro Tag.
Im Dezember 2006 wurde die Linie 2 eröffnet. Sie war 19,6 Kilometer lang und umfasste 33 Stationen mit einem Haltestellenabstand von 300 bis 500 Meter. Die beiden Endabschnitte wurden eingleisig ausgeführt. Der Bau kostete 400 Millionen Euro. Nachdem am 11. Mai 2004 der öffentliche Nutzen des Projekts festgestellt wurde, konnten zwischen 2004 und 2006 die Arbeiten an der Linie durchgeführt werden.
Dennoch wird die Straßenbahn von Anwohnern und Verbänden kritisiert. Anwohner beschweren sich über Lärm, der durch die Bahnen bis spät in die Nacht verursacht wird (im Vorort Boutonnet zum Beispiel). Die Händlerschaft beklagt sich über die Verluste, die während der Bauarbeiten verursacht wurden, besonders, wenn die Straßenbahn den Autozugang zu einem Einkaufszentrum behindert. Dies geschah bei der Umgestaltung der Nationalstraße 113, die eine Hauptachse nach Montpellier war und nun in Castelnau-le-Lez zu einem Stadtboulevard umgebaut wurde.
Bürgervereinigungen kritisieren die gewählte Trassenführung, insbesondere die engen Kurven und die Umwege durch dünn besiedelte Gebiete, die die Bahnen verlangsamen. Die Fahrgastvereinigung Collectif Tramway de Montpellier schlug von Beginn an ein schnelleres und billigeres Projekt zur Verbindung der Stadtmitte vor. Die Zeitschrift Ville & Transports urteilt jedoch, dass Montpellier ein erstaunlich engmaschiges Netz baut, durch das die möglichen Start-Ziel-Relationen vervielfacht werden, analog zu Beispielen in Deutschland, den Niederlanden oder der Schweiz.

## Die Entstehungsgeschichte der Linien 3 und 4

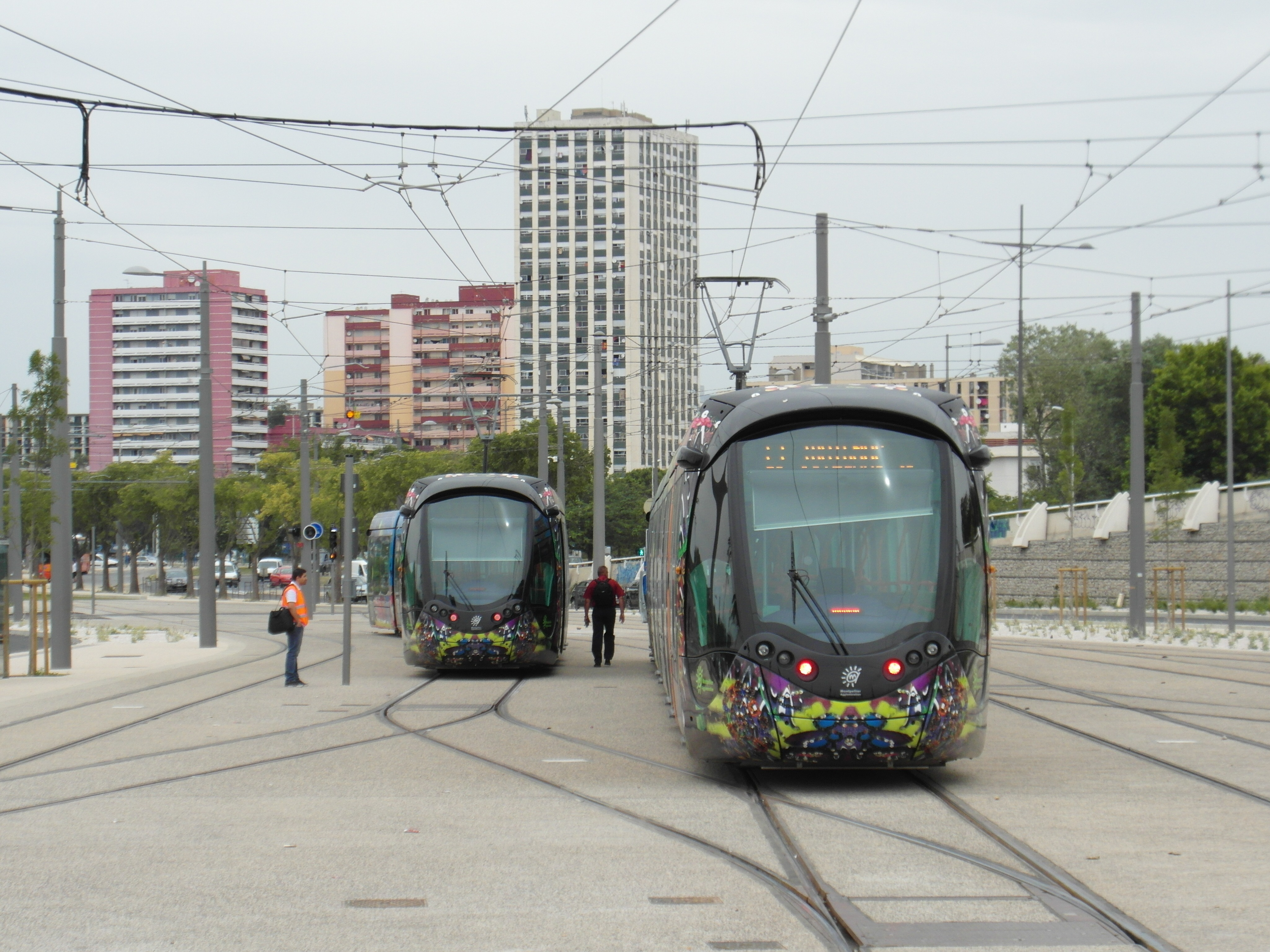
Züge der Linie 3 an der Verzweigung nahe der Haltestelle Mosson im Vorort Juvignac

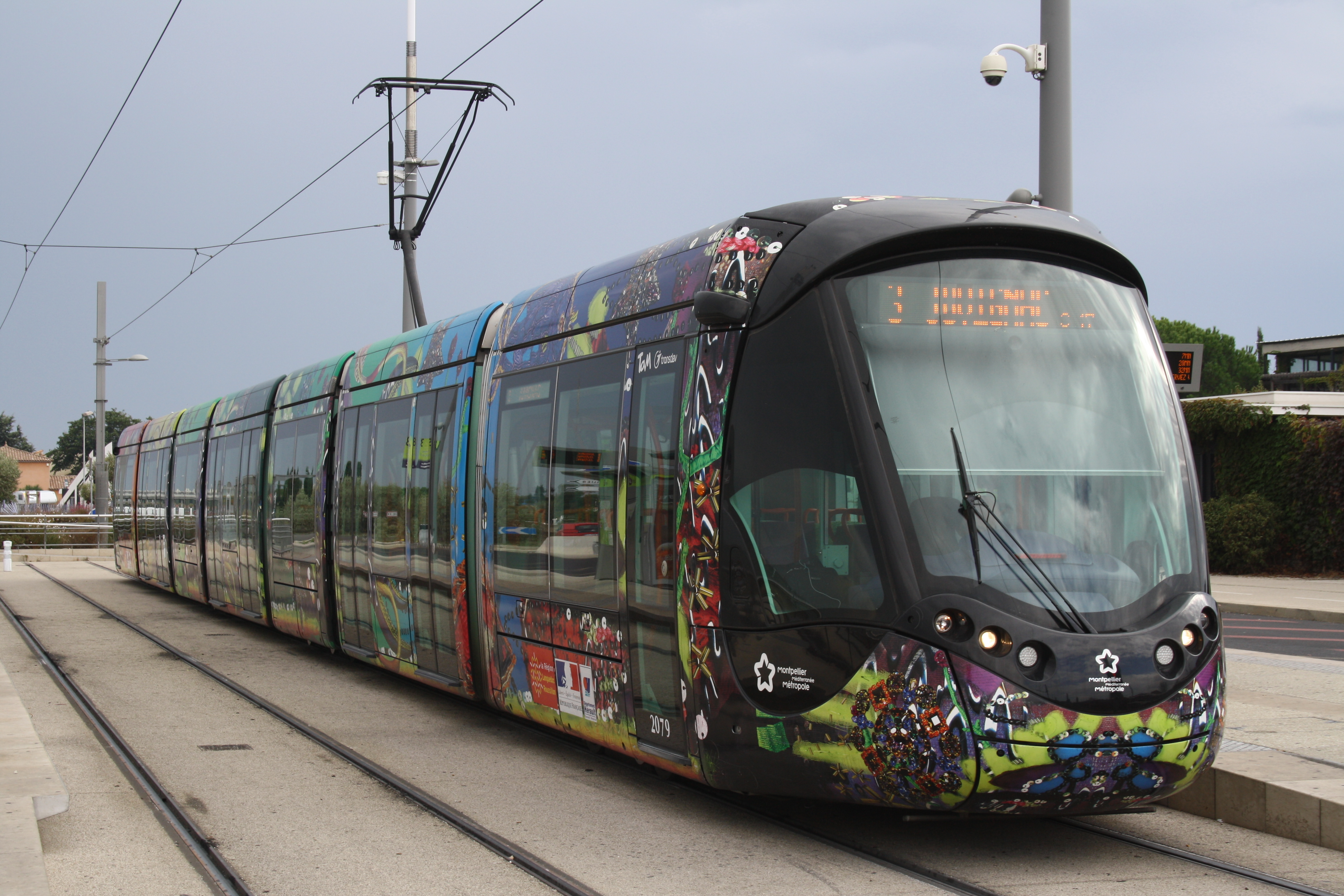
Zug der Linie 3 an der Endhaltestelle Pérols - Étang de l’Or

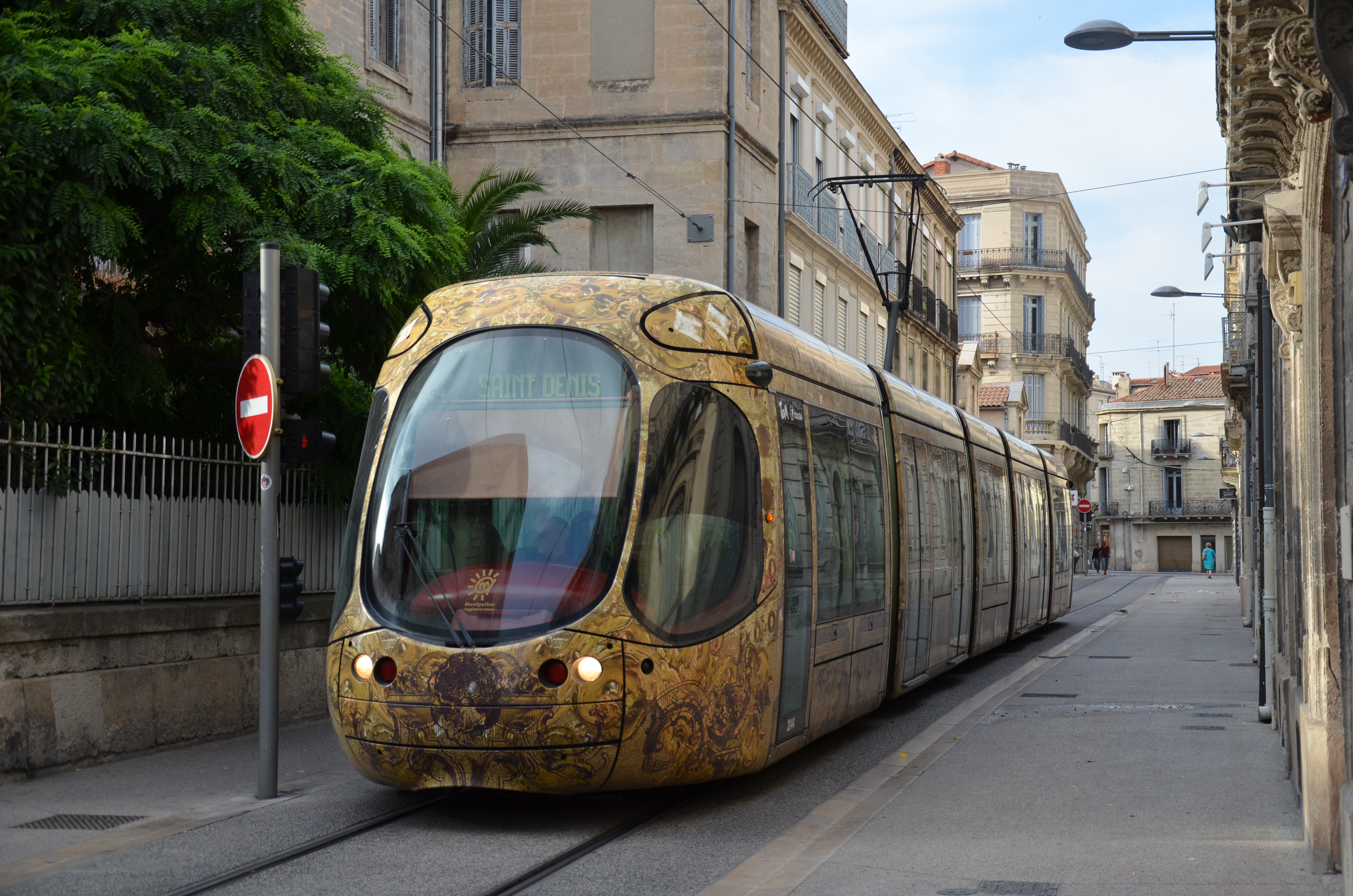
Zug der Linie 4 in der Rue André Michel

Die Linien 3 und 4 wurden am 7. April 2012 eröffnet. Die vorgesehene Variante für die Linie 3 wurde am 25. Juli 2002 beim zuständigen Ministerium eingereicht. Nachdem der öffentliche Nutzen festgestellt wurde, begannen die Bauarbeiten für die Linie 3 am 19. März 2009. Sie ist 19,3 Kilometer lang und weist 29 Haltestellen auf. Von Rive du Lez bis Gare Saint-Roch nutzt sie die bisher von der Linie 2 genutzte Trasse, ansonsten verkehrt sie weitgehend auf neu gebauten Gleisen. Um einen Verknüpfungspunkt zu schaffen, wurde die Linie 1 um eine Station bis Mosson verlängert.
Nach Inbetriebnahme der neuen Strecke wurde der Verlauf der Linie 2 in der Innenstadt geändert. Hatte sie zunächst entlang der Stationen Pompignane, Place de l'Europe und Voltaire verkehrt, so führt sie nun über den Place de la Comedie auf einem kürzeren Weg von der Umsteigehaltestelle Corum zur von allen Linien angefahrenen Station Gare Saint-Roch. Hierbei nutzt sie einen bisher der Linie 1 vorbehaltenen Streckenabschnitt mit. Durch diese Verlegung entstand Raum für eine neugeschaffene Linie 4, die nur im Abschnitt Moularès – Nouveau Saint-Roch weitgehend neu trassiert wurde, ansonsten existierende Strecken mitbenutzt und zwischen den Stationen Corum und Rives du Lez die bisher dort verkehrende Linie 2 ersetzt.
Am 1. Juli 2016 wurde zwischen Place Albert 1er und Observatoire, den bisherigen Endstationen der Linie 4, eine weitere Teilstrecke von 1,2 Kilometer Länge mit drei zusätzlichen Stationen in Betrieb genommen. Dadurch wurde die Linie 4 zu einer Ringlinie, welche die historische Altstadt umrundet. Diese Linie besitzt nun 18 Haltestellen, an neun dieser Stationen ist Übergang zu den anderen Linien möglich. Um den Fahrgästen die Orientierung zu erleichtern, wird zwischen Linie 4a (umrundet die Altstadt im Uhrzeigersinn) und Linie 4b (fährt gegen den Uhrzeigersinn) unterschieden. Diese Neubaustrecke soll später auch von der geplanten Linie 5 mitbenutzt werden.

## Planungen zum Bau der Linie 5
Der Bau der Linie 5 befindet sich derzeit in Planung. Die Strecke soll 20,5 Kilometer lang werden und von Prades la Mandarine durch die Innenstadt Montpelliers nach Lavérune verlaufen. Dabei wird die neue Linie Streckenabschnitte des bereits gebauten Straßenbahnnetzes mitnutzen. Nach einem Planungsstillstand in den Jahren 2014/15 wurde angekündigt, dass statt 2017 die Linie auf einer, gegenüber der bisherigen Planungen, kostengünstigeren Trasse erst 2025 fertiggestellt werden soll.

## Fahrzeugpark
Es sind insgesamt 83 Gelenkwagen im Einsatz. Für die Linie 1 wurden von 1999 bis 2002 30 Triebwagen des Typs Citadis 301 vom Hersteller Alstom geliefert. Wegen der hohen Fahrgastzahlen wurden sie bis Ende 2003 durch Einfügen von zwei Mittelteilen zum Typ Citadis 401 erweitert und von 30 auf 40 Meter verlängert.  Für die Linie 2 wurden ab 2006 insgesamt 27 Multigelenkwagen vom Typ Citadis 302 geliefert. Die sich in Form und Farbgebung unterscheidenden Fahrzeugtypen werden linienrein eingesetzt, die blauen 401 kommen nur auf der Linie 1, die 302 mit Blumendesign nur auf der Linie 2 zum Einsatz. Entsprechendes gilt für die später geschaffenen Linien 3 und 4.
Die blauen Wagen mit weißen Schwalben sollen den Himmel symbolisieren, das Blumenmuster der Linie 2 die Erde. Die 27 Fahrzeuge des Typs Citadis 402 der Linie 3 sind mit vielfarbigen Meeresmotiven verziert. Auf der Linie 4 gibt es mit den Grundfarben Gold und Schwarz zwei unterschiedliche Farbgebungen. Sie sollen das „vierte Element“ Feuer und Licht darstellen.
Im Gegensatz zu den steifachsigen Multigelenkwagen Citadis 302 und 402 sind die Wagen der Bauart 301/401 wegen der erforderlichen Wagenbodenhöhe über den Triebdrehgestellen unter den Endteilen nicht zu 100 % niederflurig.
Für die neue Linie 5 und den Ersatz der Citadis 301 der Linie 1 wurden 60 siebenteilige Zweirichtungsfahrzeuge des Typs Urbos 3 bzw. Urbos 100 bei CAF bestellt. 17 weitere Fahrzeuge sind optioniert. Die Auslieferung begann 2025.